# Distrito de Güstrow
El Distrito de Güstrow (en alemán: Landkreis Güstrow) fue un Landkreis (distrito) ubicado en el medio del estado federal de Mecklemburgo-Pomerania Occidental (Alemania. Los distritos vecinos al norte eran el distrito de Bad Doberan, al noroeste el distrito de Pomerania Septentrional, al este el distrito de Demmin, al sur limitaba con el distrito de Müritz, al sudeste el distrito de Parchim así como al oeste con el distrito de Mecklemburgo Noroccidental. La capital del distrito recae sobre la ciudad Güstrow.

## Geografía
El distrito de Güstrow se ubica entre la ciudad de la liga Hanseática Rostock al norte y el  Mecklenburgischen Seenplatte al sur. Al noroeste fluye el río Warnow a través de todo el territorio del distrito, al sudoeste desemboca en el Peene.

## Composición del distrito
(Conteo de habitantes del 20 de junio de 2006)
Ciudades
1. Güstrow, Ciudad* (31.203)
2. Teterow, Ciudad* (9.498)

Unión de Minicipios/Ciudades (Amt)
* Posición de la administración del Amt
| - 1. Amt Bützow Land 1. Baumgarten (973) 2. Bernitt (1.832) 3. Bützow, ciudad * (7.953) 4. Dreetz (228) 5. Jürgenshagen (1.202) 6. Klein Belitz (925) 7. Penzin (143) 8. Rühn (683) 9. Steinhagen (872) 10. Tarnow (1.282) 11. Warnow (1.072) 12. Zepelin (503) - 2. Amt Gnoien 1. Altkalen (932) 2. Behren-Lübchin (662) 3. Boddin (384) 4. Finkenthal (328) 5. Gnoien, Ciudad * (3.201) 6. Lühburg (265) 7. Walkendorf (510) 8. Wasdow (427) | - 3. Amt Güstrow-Land (Sitz: Güstrow) 1. Glasewitz (455) 2. Groß Schwiesow (339) 3. Gülzow-Prüzen (1.762) 4. Gutow (1.092) 5. Klein Upahl (287) 6. Kuhs (360) 7. Lohmen (810) 8. Lüssow (963) 9. Mistorf (678) 10. Mühl Rosin (1.127) 11. Plaaz (858) 12. Reimershagen (498) 13. Sarmstorf (527) 14. Zehna (710) - 4. Amt Krakow am See 1. Dobbin-Linstow (595) 2. Hoppenrade (828) 3. Krakow am See, Stadt* (3.565) 4. Kuchelmiß (948) 5. Lalendorf (3.474) 6. Langhagen (692) | - 5. Amt Laage 1. Diekhof (996) 2. Dolgen am See (760) 3. Hohen Sprenz (512) 4. Laage, Stadt* (5.065) 5. Wardow (1.469) - 6. Amt Mecklenburgische Schweiz (Sitz: Teterow) 1. Alt Sührkow (472) 2. Dahmen (586) 3. Dalkendorf (312) 4. Groß Roge (743) 5. Groß Wokern (1.167) 6. Groß Wüstenfelde (1.009) 7. Hohen Demzin (476) 8. Jördenstorf (1.081) 9. Lelkendorf (538) 10. Prebberede (832) 11. Schorssow (573) 12. Schwasdorf (741) 13. Sukow-Levitzow (518) 14. Thürkow (455) 15. Warnkenhagen (387) |

## Reformas del distrito
En el año 1994 la composición territorial del distrito de Güstrow empezó a ser objeto de discusión sobre si debería ser o no parte del estado federal de Mecklemburgo-Pomerania Occidental. Se cambiaron 9 amt (uniones administrativas de ciudades o municipios) y se completó la reforma en el 1 de enero de 2005. Las ciudades de Bützow y Laage perdieron su característica de independencia sobre un amt (Amtsfreiheit). El número de comunidades pasó de 98 a 63. En 2011 desapareció definitivamente.